# Lee Richardson
Pour l'acteur américain, voir Lee Richardson (acteur).
Pour les articles homonymes, voir Richardson.
Lee Richardson (né le 31 octobre 1947) est un homme politique canadien. 

## Biographie
Il est député de la Chambre des communes du Canada, représentant la circonscription de Calgary-Centre du Parti conservateur du Canada de 2004 à 2012. Il est d'abord élu au parlement aux élections de 1988 en tant que progressiste-conservateur représentant la circonscription de Calgary-Sud-Est. Lors de l'élection du 25 octobre 1993, il perd son siège par un candidat du Parti réformiste.
Il revient à la politique en 2004, étant élu dans Calgary-Centre, l'ancienne circonscription de Joe Clark, chef du Parti progressiste-conservateur du Canada. Il occupe le poste de président du Comité permanent des Communes sur l'industrie.
Le 30 mai 2012, il annonce sa démission de la Chambre des communes, ayant accepté un emploi au cabinet de la première ministre de l'Alberta Alison Redford.